# Strongylosoma simillimum
Strongylosoma simillimum är en mångfotingart som beskrevs av Filippo Silvestri 1895. Strongylosoma simillimum ingår i släktet Strongylosoma och familjen orangeridubbelfotingar. Inga underarter finns listade i Catalogue of Life.